# Ostjuden und Westjuden
Das komplementäre Begriffspaar Ostjuden und Westjuden (auch: Polacken und Jeckes) wurde erstmals um 1900 durch den jüdischen Publizisten  Nathan Birnbaum geprägt, der damit zwei soziale Profile innerhalb des europäischen Judentums charakterisierte, die durch die unterschiedlichen Lebensbedingungen in Ost und West geprägt wurden. Weil „Osten“ und „Juden“ im Sprachgebrauch nationalistischer Kreise im Deutschen Kaiserreich und in Österreich-Ungarn negative Begriffe darstellten, wurde „Ostjuden“ zum Schlagwort völkisch-antisemitischer Publizistik.

## Begriff

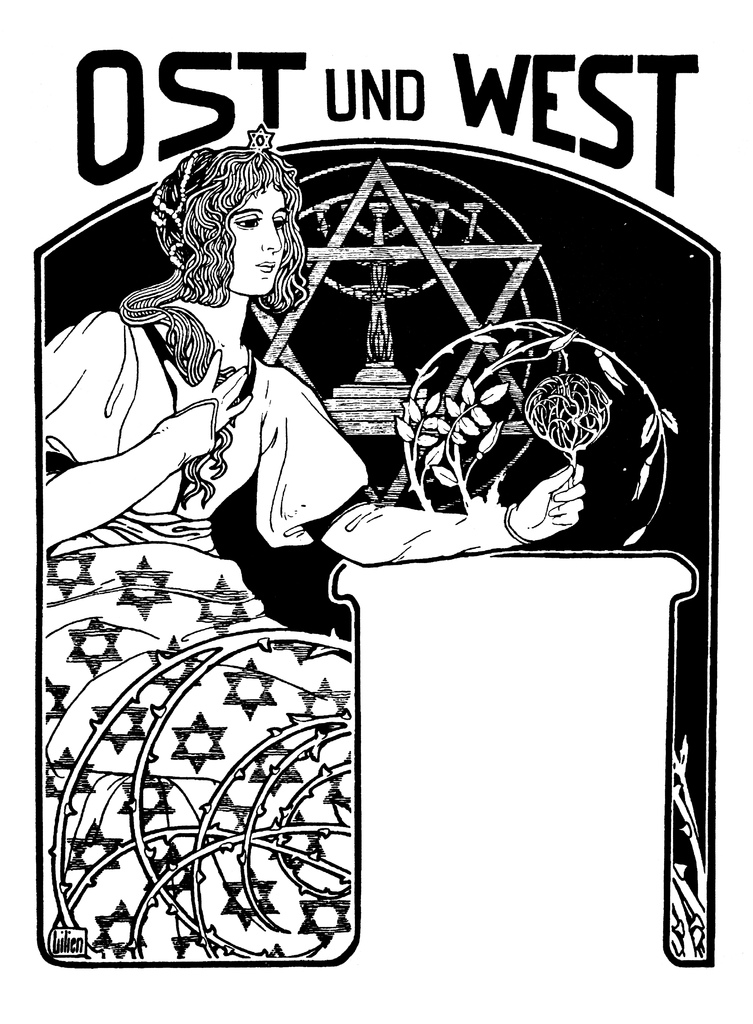
Von E. M. Lilien gestaltete Titelillustration der programmatischen Zeitschrift Ost und West (1901)

Die Unterscheidung von Westjuden und Ostjuden bezeichnet herkömmlich weniger die unterschiedliche geographische Herkunft als vielmehr die soziokulturellen, religiösen und sprachlichen Unterschiede zwischen Aschkenasim in West- und Osteuropa, und hierbei in erster Linie die im Westen fortgeschrittenere Assimilierung, Urbanisierung und Aufgabe der (west-)jiddischen Sprache bzw. deren Angleichung an die deutsche Standardsprache, gegenüber der Ghettoisierung und Lebensform des Schtetl, dem Festhalten an der Halacha und der Beibehaltung der im Kontakt mit slawischen Sprachen weiterentwickelten (ost-)jiddischen Sprache, die als typisch für das osteuropäische Judentum angesehen wurden.
Im Zuge der starken Westwanderung osteuropäischer Juden seit den 1880er-Jahren und der damit verbundenen sozialen Konflikte und Probleme wurden die beschriebenen Unterschiede aus „westjüdischer“ Sicht als Merkmale „ostjüdischer“ Rückständigkeit bewertet, während Fürsprecher des osteuropäischen Judentums dessen kulturelle Eigenständigkeit gegenüber der Angepasstheit und Selbstpreisgabe westeuropäischer Juden betonten. Die in dieser innerjüdischen Auseinandersetzung ausgebildeten Stereotype in Bezug auf die Ostjuden wurden dann in der antisemitischen Propaganda der Zeit der Weimarer Republik in Deutschland und der Ersten Republik in Österreich sowie im Nationalsozialismus weiterentwickelt und umgedeutet zu der Vorstellung, dass sich im „Ostjuden“ diejenige „Minderwertigkeit“ in besonders offensichtlicher und unverschleierter Form manifestiere, die die „jüdische Rasse“ als solche insgesamt kennzeichne.
Begrifflich wird seit Ende des Zweiten Weltkriegs nur noch begrenzt zwischen West- und Ostjuden unterschieden. Deutschsprachige Antisemiten verbinden allerdings den Begriff Ostjuden weiterhin mit negativen Konnotationen, besonders im Zusammenhang mit jüdischen Kontingentflüchtlingen aus Nachfolgestaaten der Sowjetunion.

## Literatur

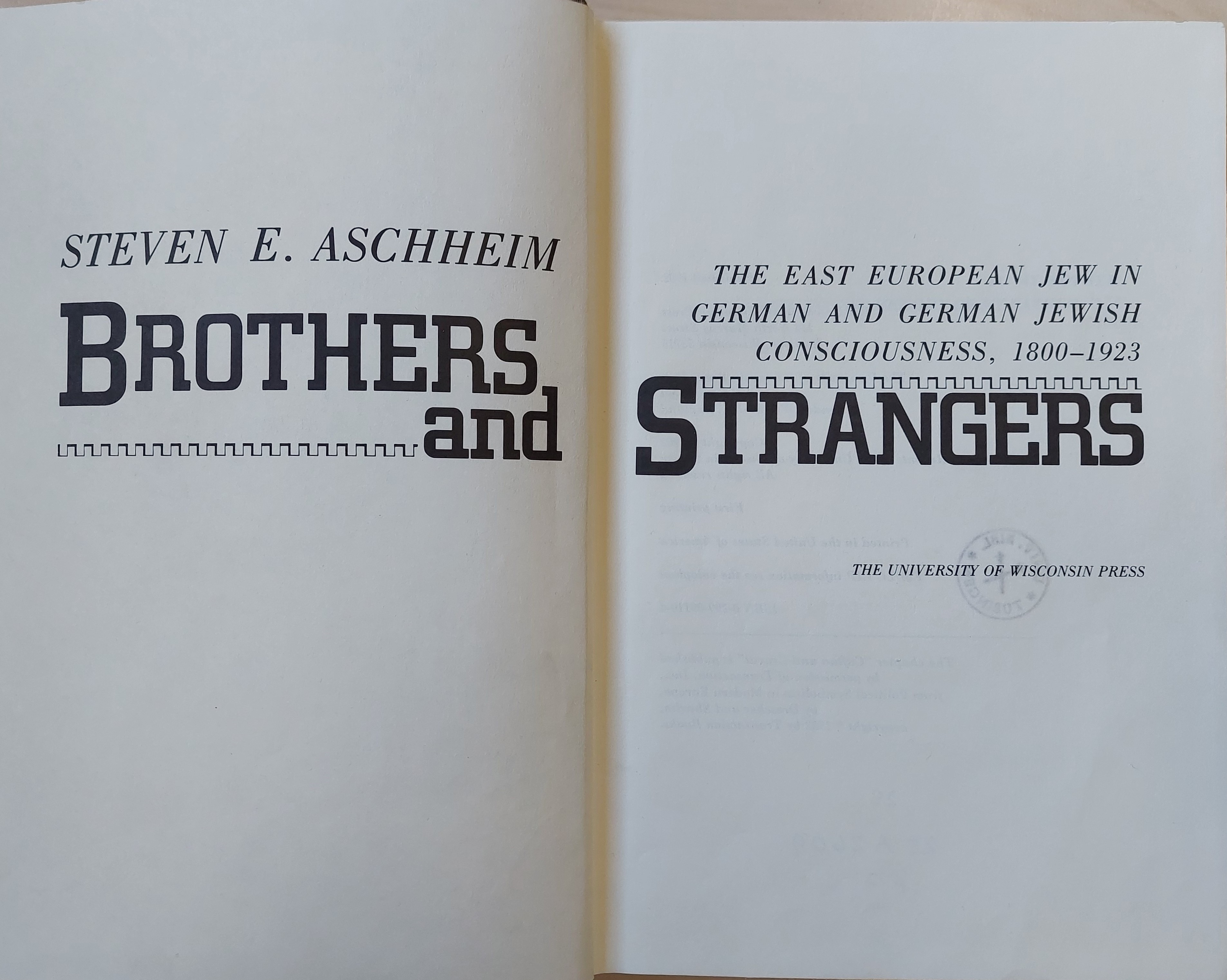
Steven E. Aschheims Dissertation aus dem Jahr 1980

## Publikationen zwischen 1897 und 1938
- Die Welt

Von Theodor Herzl als Zentralorgan der Zionistischen Bewegung gegründet. Erschienen 1897 bis 1914
- Im deutschen Reich

Zeitschrift des Central-Vereins Deutscher Staatsbürger jüdischen Glaubens. Erschienen 1895 bis 1922
- Ost und West

Zeitschrift zum akademischen und kulturellen Leben vor allem der Ostjuden. Erschienen 1901 bis 1923
- Der Jude

Zeitschrift, die vor allem gegen das schlechte Image der Ostjuden bei Deutschjuden publizierte. Erschienen 1916 bis 1928
- Neue Jüdische Monatshefte

Hermann Cohen, Franz Oppenheimer und andere mit politischen und wirtschaftlichen Analysen aus Ost-West-Sicht. Erschienen 1916 bis 1920
- Der Morgen

Von Julius Goldstein ins Leben gerufene Zeitschrift über moderne jüdische Wissenschaft. Erschienen 1925 bis 1938